# Tornolo
Tornolo est une commune italienne de la province de Parme, dans la région Émilie-Romagne.

## Administration
| Période                                  | Période | Identité | Étiquette | Qualité |
| ---------------------------------------- | ------- | -------- | --------- | ------- |
|                                          |         |          |           |         |
| Les données manquantes sont à compléter. |         |          |           |         |

### Hameaux
Barca, Boresasco, Campeggi, Casale, Case Belloni, Case Fazzi, Case Lasine, Casello, Casoni, Cerosa, Codorso, Giungareggio, I Massi, Isorelli, Marzuola, Menta, Morgallo, Pianazzo, Pianlavagnolo, Pontestrambo, Ravezza, Santa Maria del Taro, Sbarbori, Squeri, Tarsogno, Torre, Vannini.

### Communes limitrophes
Albareto, Bedonia, Borzonasca, Compiano, Mezzanego, Santo Stefano d'Aveto, Varese Ligure.